# 성문욱
성문욱(盛文郁, 1316년 2월 28일 ~ 1370년 3월 22일)은 중국 원나라에서 홍건적의 가담자이자, 명나라의 관리이다. 자(字)는 동민(東民)이다.

## 생애
1342년 1월, 음서로써 원나라 말단 관료(하급 무관)로 첫 입문하였다. 1351년에 홍건적으로 가담하여, 한산동 휘하의 활동 하였으며, 1355년에는 한송(韓宋)에서 승상으로 등용되었다. 1357년에는 행성평장(行省平章)에 재임하기도 하였다. 1369년, 명나라가 창건 된 후에는 무령현령(武寧縣令)을 지냈다.